# Гариони, Винченцо
Винченцо Гариони (итал. Vincenzo Garioni; 19 ноября 1856, Монтебеллуна — 24 апреля 1929, Венеция) — итальянский военный и государственный деятель; генерал-лейтенант (1911), губернатор протектората Итальянская Киренаика с 8 августа 1918 по 17 мая 1919 года.

## Биография
Винченцо Гариони родился 19 ноября 1856 года в коммуне Монтебеллуна (Тревизо). В 1900 году, получив звание полковника Королевской итальянской армии, командовал итальянским экспедиционным корпусом, направленным в Китай для подавления «боксерского восстания». В 1911 году Гариони стал генерал-лейтенантом. Воевал в Киренаике во время Итало-турецкой (Ливийской) войны 1911—1912 годов: стоял во главе 5-й специальной дивизии (5ª Divisione speciale) и в конце июня 1911 года руководил захватом Сиди-Саида у границы с Тунисом (Occupazione di Sidi Said).
Гариони являлся губернатором Итальянской Триполитании: занимал должность с июне 1913 до конца 1914 года, а затем — получил командование VII-м армейским корпусом. Во время Шестой битвы при Изонцо, в август 1916 года, командовал II-м корпусом 2-й итальянской армии. Являлся губернатором протектората Итальянская Киренаика в период с 8 августа 1918 по 17 мая 1919 года — сменил на данном посту генерал-лейтенанта Джованни Амелио. Гариони прибывает в Триполи с задачей подавить восстание местного населения. 7 мая 1919 года вернулся в Италию, вышел в отставку: на посту губернатора его сменил граф Джакомо Мартино. Винченцо Гариони скончался 24 апреля 1929 года в городе Венеция.